# أبو خليل القباني
أبو خليل القباني (1833 - 15 كانون الثاني 1903م) من أعلام سوريا رائد المسرح العربي ورائد المسرح الغنائي العربي، هو أحمد أبو خليل بن محمد آغا بن حسين آغا آقبيق ولد في مدينة دمشق، في سورية وتوفي فيها.

## سيرته
أبوخليل القباني  رائد المسرح العربي ولد في دمشق، سورية لأسرة دمشقية عريقة يتصل نسبها بأكرم آقبيق الذي كان ياور (مستشار) السلطان سليمان القانوني. وأحد أجداده هو شادي بك آقبيق أحد أفراد عائلة آق بييق التركية المعروفة،  ، من مدينة بورصة إلى الجنوب من إسطنبول، والتي هاجر أفراد منها إلى دمشق في القرن الثامن عشر بصفة ضباط في سلك الانكشارية القبيقول، وحازت على مالكانات في قرية جديدة عرطوز ومزارع جونية، ثم لُقِّب في عهده بالقبَّاني لأنه كان يـملك قبّان في باب الجابية نسبة إلى القبابـين التي كانت بذلك الزمان ملكاً لفريق من العائلات في كل حي من أحياء دمشق. وأبو خليل القباني هو عم توفيق القباني والد الشاعر السوري نزار قباني، وكذلك عم أمهِ فايزة آقبيق أيضاً.

## بداية المسرح السوري والعربي
يعتبر أبو خليل القباني أول من أسّس مسرحاً عربياً في القرن التاسع عشر في دمشق، وقدِم عروض مسرحية وغنائية وتمثيليات عديده منها (ناكر الجميل) و (هارون الرشيد) و (عايده) و (الشاه محمود) و (أنس الجليس) وغيرها. أعجب أبوخليل القباني  في بداياته بالعروض التي كانت تقدم في مقاهي دمشق مثل الحكواتي ورقص السماح وكان يستمع ويتابع نوات موسيقى ابن السفرجلاني  وكذلك تلاقى القباني مع الفرق التمثيلية التي كانت تمثل وتقدم العروض الفنية في مدرسة العازرية في منطقة باب توما بدمشق القديمة.

## رائد المسرح العربي
قدم رائد المسرح العربي القباني أول عرض مسرحي خاص به في دمشق عام 1871 وهي مسرحية (الشيخ وضاح ومصباح وقوت الأرواح) ولاقت استحسان الناس وإقبال كبير، وتابع الناس أعمال القباني وعروضه المسرحية وحقق نجاحاً كبيراً، وفي عام 1879 أسس أبوخليل القباني فرقته المسرحية وقدم في سنواته الأولى حوالي 40  عرضاً مسرحياً وغنائياً وتمثيليات اضطر أبو خليل بالاستعانة بصبية لأداء دور الإناث في البداية مما استنكره المشايخ فشكوه إلى والي دمشق، لاقى صعوبات في البداية وتوقف عن عروضه المسرحية إلى حين عودة مدحت باشا إلى ولاية دمشق حيث سهّل له متابعة العمل المسرحي. واشتهر القباني  وعرف بعروضه المسرحية الجميلة التي يقدمها وحقق نجاحاً كبيراً واضعاً الأسس للمسرح العربي .
بعد النجاح الكبير ل رائد المسرح السوري والعربي القباني ومسرحياته في دمشق سافر مع مجموعة ممثلين فنانين وفنانات سوريين  إلى مصر حاملاً معه عصر الازدهار للمسرح العربي والذي هو رائده، وكذلك مؤسس المسرح الغنائي حيث أدى مسرحية أنس الجليس عام 1884 فازداد شهرة أكثر. وتتلمذ على يديه الكثير من رواد المسرح بعذ ذلك، سافر إلى العديد من البلدان واقتبس لاحقاً من الأدب الغربي قصصاً عالمية عن (كورنيه، Corneille) الفرنسي وقدم عروضاً مسرحية كثيرة ومسرحيات عالمية.
عاد إلى دمشق متابعاً مسيرته في ترسيخ أسس المسرح العربي وقدم العديد من مسرحياته وتخرج وتتلمذ علي يد القباني وفرقته المسرحية أهم أعلام المسرح العربي. وفي دمشق ما زال المسرح المعروف بأسمة مسرح القباني قائماً في أحد أحياء دمشق حتى اليوم.
سافر إلى إسطنبول وإلى الولايات المتحدة وفي سنواته الأخيرة دون أبو خليل القباني مذكراته وتوفي في دمشق عام 1903 تاركاً أُسس وبداية المسرح العربي .

## أهم ألحانه
موشح «برزت شمس الكمال... من سنا ذات الخمار» على مقام الحجاز وإيقاع جفتة جنبر 48/4
موشح «ما احتيالي يا رفاقي» من مقام الحجاز وإيقاع الأقصاق 9/8
موشح «اشفعوا لي يا آل ودي» من مقام الهزام وإيقاع جفتة جنبر
موشح «رصع اللجين بياقوت في الحناجر» من مقام الرست وإيقاع المصمودي الكبير 8/8
موشح «يا غصن نقا مكللاً بالذهب»
موشح «بالذي أسكر»
موشح «يا من لعبت به شمول» من مقام الرست وإيقاع الفالس أو يوروك 3/4
موشح «شادنٌ صاد قلوب الأمم» من مقام عجم عشيران وإيقاع سماعي دارج 3/4
موشح «كيف لا أصبو لمرآها الجميل» من مقام شوق أفزا وإيقاع الأقصاق
قد «يا مسعدك صبحية»
قد «صيد العصاري»
قد «يا طيرة طيري يا حمامة... وديني لدمّر والهامة» وهي من ضواحي دمشق على ضفاف نهر بردى
قد «يا مال الشام» وهذه كلمات هذه الأغنية الدمشقية الأصيلة:
يا مال الشام يا الله يا مالي طال المطال يا حلوة تعالي
طال المطال واجيتي عالبال ما يبلى الخال عالخد العالي
طال المطال طال وطوّل الحلوة بتمشي تمشي وتتحول
يا ربي يرجع الزمن الأول يوم يا لطيف ما كان على بالي
طال المطال وعيوني بتبكي وقلبي ملان ما بقدر يحكي
يا ربي يكون حبيبي ملكي يوم يا لطيف ما كان على بالي
طال المطال وما شفناهم يوم الأسود يوم الودعناهم
يا ربي تجمعني معاهم يوم يا لطيف ما كان على بالي

### أهم من قدٌم أعمالا عن أبو خليل القباني
هناك العديد من الأعمال ومن أهمها أعمالا أدبية وفنية عن العلامة السوري الشيخ أبو خليل القباني الكاتب السوري والروائي المسرحي سعد الله ونوس في نص (سهرة مع أبو خليل القباني، والروائي خيري الذهبي في الملحمة التلفزيونية أبو خليل القباني من إخراج إيناس حقي.
كما خصص الدكتور والباحث الموسيقي سعد الله آغا القلعة حلقة من برنامجه «العرب والموسيقا» للحديث عن أبو خليل القباني مستضيفا حفيده صباح قباني.
- T. S، W

## وفاته
توفي أبو خليل القباني على أثر إصابتهِ بمرض الطاعون في عام 1903، ودُفِن بدمشق.